# Moment 4 Life
Singles de Nicki Minaj
Raining Men
(2010) The Creep
(2011)
Moment 4 Life est une chanson de la rappeuse et chanteuse américaine Nicki Minaj en featuring avec le rappeur canadien Drake, son compagnon de label. Sorti le 7 décembre 2010 sous les labels Young Money Entertainment et Cash Money Records, le titre est un single extrait du premier album studio de Minaj intitulé Pink Friday. La chanson connaît un succès international et entre dans le top 40 de plusieurs pays, notamment au Royaume-Uni et en Belgique.

## Clip vidéo

### Synopsis
La vidéo ouvre sur un dialogue entre Nicki et sa marraine la bonne fée Martha Zolanski, également jouée par Minaj. Anxieuse, Nicki se prépare pour une réception dans son manoir quand Martha apparait et la prévient : "Les nuits comme celle-ci sont souvent éphémères, et se terminent à minuit. Mais mes instincts de marraine la bonne fée me disent que tu te souviendras de ce moment toute ta vie". La chanson commence quand Martha offre à Nicki une paire de talons bleus. S'ensuit une soirée magique pour Nicki qui retrouve Drake, les deux finissant par avancer vers l'autel et s'embrasser quand un feu d'artifice explose et minuit sonne. 

### Sortie et accueil
Le clip de Moment 4 Life fait sa première mondiale sur MTV le 27 janvier 2011. Il est plus tard publié sur Youtube le 1er février 2011, et cumule en novembre 2018 plus de 210 millions de vues.

## Classements

### Classements hebdomadaires
| Classement (2010/2011)                 | Meilleure position |
| -------------------------------------- | ------------------ |
| Belgique (Flandre Ultratop 50 Singles) | 23                 |
| Canada (Hot 100)                       | 27                 |
| Écosse (OCC)                           | 24                 |
| États-Unis (Hot 100)                   | 13                 |
| États-Unis (R&B/Hip-Hop Songs)         | 1                  |
| France (SNEP)                          | 65                 |
| Irlande (IRMA)                         | 37                 |
| Pays-Bas (Single Top 100)              | 51                 |
| Royaume-Uni (UK Singles Chart)         | 22                 |
| Royaume-Uni (UK R&B Chart)             | 9                  |

### Classements de l'année 2011
| Classement de fin d'année (2011) | Meilleure position |
| -------------------------------- | ------------------ |
| Canada (Hot 100)                 | 92                 |
| États-Unis (Hot 100)             | 50                 |

## Certifications
| Pays        | Certification | Ventes    |
| ----------- | ------------- | --------- |
| États-Unis  | 2 × Platine   | 2 000 000 |
| Royaume-Uni | Argent        | 200 000   |

## Reprises
En 2020, la chanson a été reprise par Jonny Beauchamp dans le deuxième épisode de la première saison de la série télévisée Katy Keene.